# Rozália Lelkes
Rozália Lelkes   (Keszthely, 14 d'agost de 1950), de soltera Tomann, és una ex-jugadora d'handbol hongaresa que va competir entre les dècades de 1960 i 1980.
El 1971, 1975 i 1978 va guanyar la medalla de bronze al Campionat del món d'handbol. El 1976 va prendre part en els Jocs Olímpics de Mont-real, on guanyà la medalla de bronze en la competició d'handbol. El 1980 disputà els Jocs de Moscou, on fou quarta. Jugà 172 partits amb la selecció nacional.
A nivell de clubs jugà al Keszthelyi Haladás (1964–1968), Budapesti Spartacus SC (1968–1973) i Ferencvárosi TC (1974–1981). El 1977 guanyà la copa hongaresa i el 1978 la Copa d'Europa dels vencedors de Copa.